# Jane Elsa Duncan
Jane Duncan (7 juliol de 1953) és una arquitecta britànica que treballa en Buckinghamshire.
Va ser triada president del Reial Institut d'Arquitectes Britànics (RIBA) a l'agost de 2014. Encara que va obtenir el 52% dels vots, la seva elecció va tenir lloc amb una participació electoral molt baixa. Va prendre possessió del càrrec l'1 de setembre de 2015. Ha estat responsable d'Igualtat i Diversitat dins del RIBA i abans de ser president, va ser vicepresident de pràctica professional entre 2007 i 2013.
Després d'estudiar en la Queen Elizabeth’s Girls' Grammar School, en Barnet, Duncan es va formar a l'Escola d'Arquitectura Bartlett del University College de Londres en els 1970s.
És directora de la signatura Jane Duncan Architects, que va fundar en 1992.